# 治安权
治安权，又称州治安权，特指美国宪法体系所规定的各州为维护和改善全体公民利益而管理卫生、安全、福利和道德伦理等方面事务的权力。根据美国宪法第十修正案，“宪法未授予合众国、也未禁止各州行使的权力，由各州各自保留，或由人民保留。”（The powers not delegated to the United States by the Constitution, nor prohibited by it to the states, are reserved to the States respectively, or to the people.）联邦政府拥有宪法的列举权力，而经济和社会各个方面的非列举权力则留给各州行使。
主要的治安权包括：
1. 公共安全事务，如消防、建筑标准和安全管理、机动车安全管理等；
2. 公共卫生事务，如检疫消毒、行医执照认定、食品与药品监督、供水排水系统维护等；
3. 公共道德事务，如反欺诈、禁止卖淫和吸毒、查禁淫秽物品、酒精饮料销售管理、禁止童工等；
4. 公共设施管理，如城市规划和土地利用、电力和天然气公司管理、广告牌和其他室外标牌管理、公园管理等；
5. 公共福利事务，如低收入群体救助、职工福利、教育和职业培训等。